# Population
 For alternative betydninger, se Koloni.
For brugen af ordet population i statistik, se population (statistik).
Population (af latin: populus (folk)) er det samlede antal individer af en bestemt art, som lever inden for et afgrænset område. Populationernes vækst eller aftagen er et udtryk for balancen mellem på den ene side fødsler og fremspringer af nye individer og på den anden side antallet af døde individer – også benævnt fødselsrate og dødsrate.
Hvis man diskuterer en population af arten menneske, så bruger man ordet befolkning. Hvis der er tale om dyr eller planter, så hedder det en bestand. Hvis det er planter, der er tale om, så kan en populationen også kaldes for en bevoksning.